# Clemen Parrocchetti
Clemen Parrocchetti (Milano, 5 maggio 1923 – Milano, 1º dicembre 2016) è stata un'artista e pittrice italiana.

## Biografia
Clemen Parrocchetti ha vissuto e lavorato prevalentemente a Milano e a Borgo Adorno. Eredita già da bambina la passione per la pittura da suo padre Antonio, abile acquarellista. Terminati gli studi classici, dopo essersi sposata e dopo quattro figli, si iscrive all’Accademia di Brera dove si diploma nel 1955. Negli anni successivi frequenta corsi di grafica ad Urbino. I suoi primi lavori sono caratterizzati da un approccio realista con ritratti di famiglia, scene di vita quotidiana, la città distrutta dai bombardamenti. Successivamente, a partire dagli anni '60, la sua pittura si avvicina a forme più indefinite con colori cupi dalle sfumature grigio-azzurre. Sempre negli anni ’60 la frequentazione di concerti e di importanti artisti Jazz caratterizza un periodo molto fertile con rappresentazioni di numerosi quadri e grafiche di concerti e suoni. Il periodo a cavallo tra gli anni '60 e '70 è contraddistinto da una intensa attività creativa: aderisce al movimento di liberazione della donna e la contestazione si tramuta in opere dove l'utilizzo di strumenti come aghi, fili, rocchetti evidenziano la condizione sottomessa della donna; così scrive Adele Faccio nel 1974: "Come può vivere una donna? Donna punta-spilli, donna materasso per le botte, infine donna-oggetto. Umorismo fino al sarcasmo. Lotta fino alla vittoria. Un modo di esprimersi che non lascia margine alle dolci sofisticazioni, all'ovattato conforto dell'indolenza e della conciliazione a qualunque costo" . Fanno parte di questo ciclo grandi arazzi e strutture triangolari ("Barriere") che saranno esposte alla Biennale di Venezia nel '78 e a Palazzo dei Diamanti a Ferrara nello stesso anno. Negli anni ’80 si affacciano personaggi mitologici che continueranno a essere presenti lungo tutto il suo percorso artistico unitamente ad altri elementi e spunti del momento: "Medea si innalza sul carro del sole", "Le Dioscure", "Euridice tra fiori e frutti"...
La perdita del marito, di una figlia e di un nipotino portano una ventata di tristezza e nostalgia che si ripercuotono nella produzione degli anni ’90: “Onde verso isole vestite di stelle”, “Correre in fretta oltre”, “Piedini che salgono”… Ricorda l’artista nel libro a lei dedicato “Il filo di Clemen”: “Anni duri, distacchi improvvisi. L’Ade si apre, si porta via il mio Giampaolo, poi una figlia amatissima, un piccolo nipote, volato in Paradiso: picchia ancora al mio cuore con tocchi di nostalgia”. “Affetti, casa, mondo, questo è l’ordito della vita di Clemen” scrive Maria Aletti.

## Opere
Si distinse per un uso del collage fra fauvismo e pop art, intriso di femminismo,, e per una partecipazione alla Biennale di Venezia del 1978.